# أبو حناء الأحراش الأسود
أبو حناء الأحراش أسود (بالإنجليزية: black scrub robin)‏ (Cercotrichas podobe) هو طائر من طيور الأسرة صائدة الذباب (العالم القديم).
يعيش في البحرين، بوركينا فاسو، الكاميرون، تشاد، جيبوتي، مصر، إريتريا، إثيوبيا، غينيا بيساو، إسرائيل، الأردن، مالي، موريتانيا، النيجر، نيجيريا، سلطنة عمان، السعودية، السنغال، الصومال، السودان، الإمارات العربية المتحدة، واليمن.
موطنه الطبيعي هو السافانا الجافة.
- موئل هذا الطائر الأصلي في تهامة وسفوح التلال الغربية والجنوبية من الادغال واحراش السنط ذات الأشجار المتشابكة والاودية المعشبة.
- يتكاثر في المزارع المروية وسط الجزيرة العربية التي لا تحظى بغطاء نباتي جيد.
- يأكل بعض ثمار الأشجار والحشرات.
- يبني عشاً متيناً مقعر من الاغصان مخفيا بين الأشجار وفي داخله بعض الصوف والشعر أحياناً.